# Romanogobio elimeius
Romanogobio elimeius és una espècie de peix cipriniforme de la família dels ciprínids.

## Morfologia
Els mascles poden assolir els 10 cm de longitud total.

## Distribució geogràfica
Es troba a Grècia i a Macedònia del Nord.